# Magia apotropeiczna (ochronna)

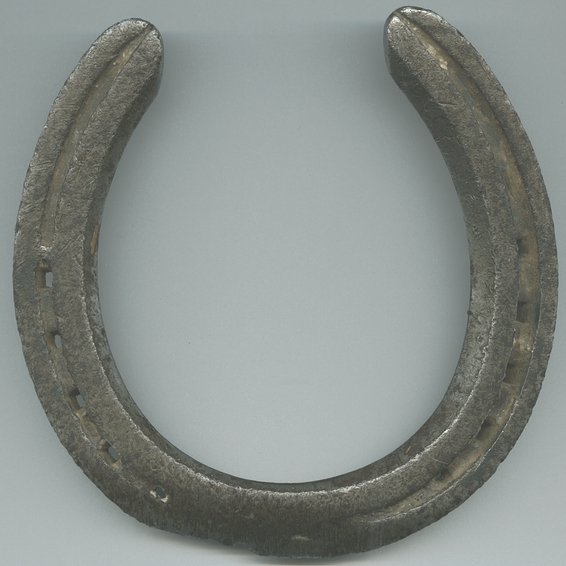
Podkowa – apotropeion

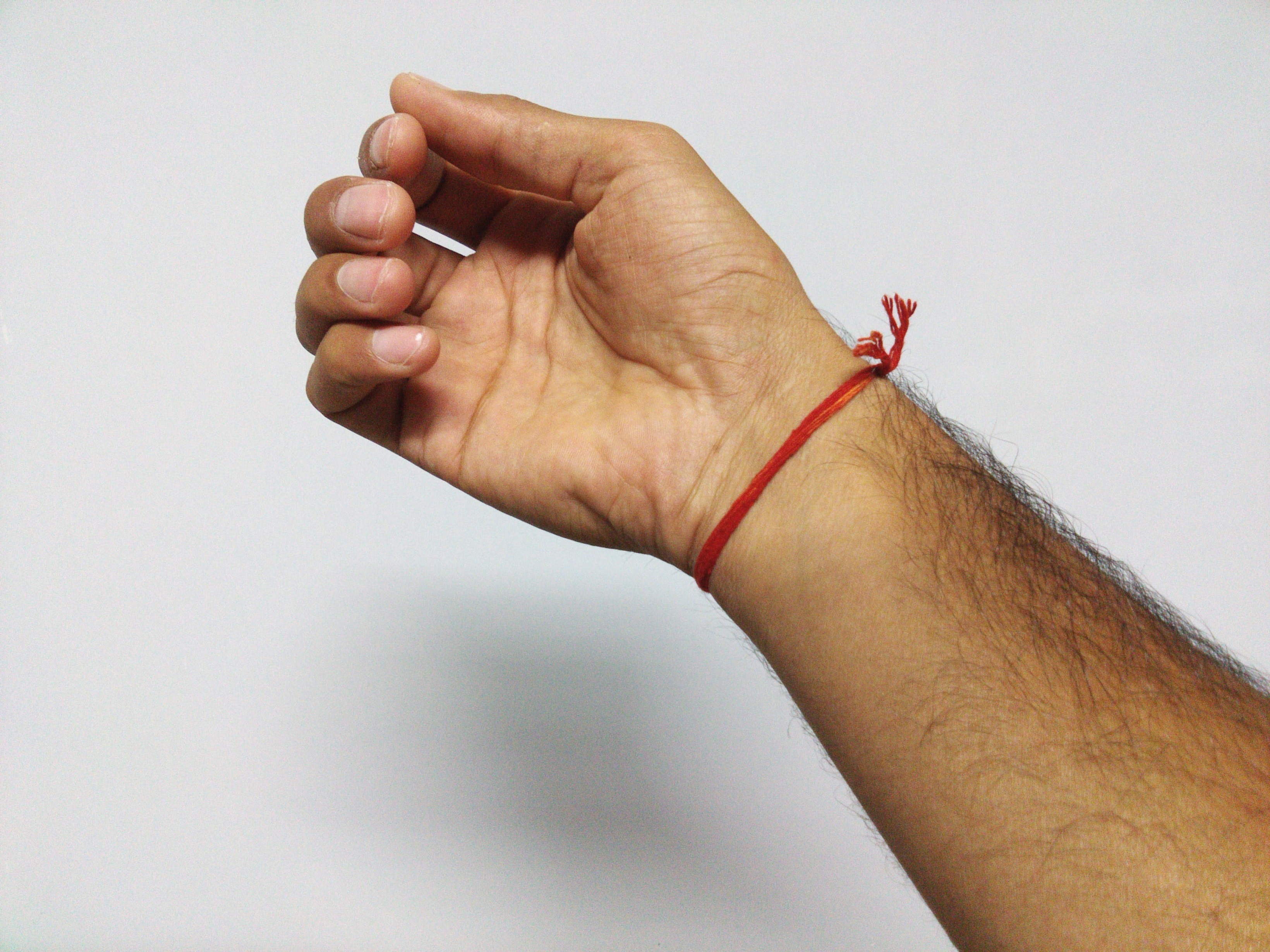
Kalava – czerwona nić ochronno – rytualna, czasami z amuletami, występująca na subkontynencie indyjskim

Magia apotropeiczna (magia ochronna, apotropaizm) – pojęcie z zakresu antropologii kulturowej. Termin apotropeion pochodzi z języka greckiego od słowa oznaczającego obronę (apotretyny „do odwrotu” od apo – „od” i trepein do „odwracania”). Greccy szamani, składali ofiary „odwracającym się bogom” (ἀποτρόπα τουί, apotropaioi theoi), chtonicznym bóstwom i bohaterom, którzy zapewniają bezpieczeństwo i odrzucają zło. Terminem magii apotropeicznej określa się ogół praktyk, charakteryzujących się użyciem ochronnych środków magicznych, zarówno w postaci rytuałów i wykorzystywanych w ich trakcie rekwizytów – apotropeionów, jak również i zakazów (np. tabu). Celem tych praktyk jest ochrona człowieka przed najróżniejszymi nieszczęściami (choroba, żywioły), mocami zła (uroki, demony, złe duchy) oraz nieuprawnionymi kontaktami ze sferą sacrum.

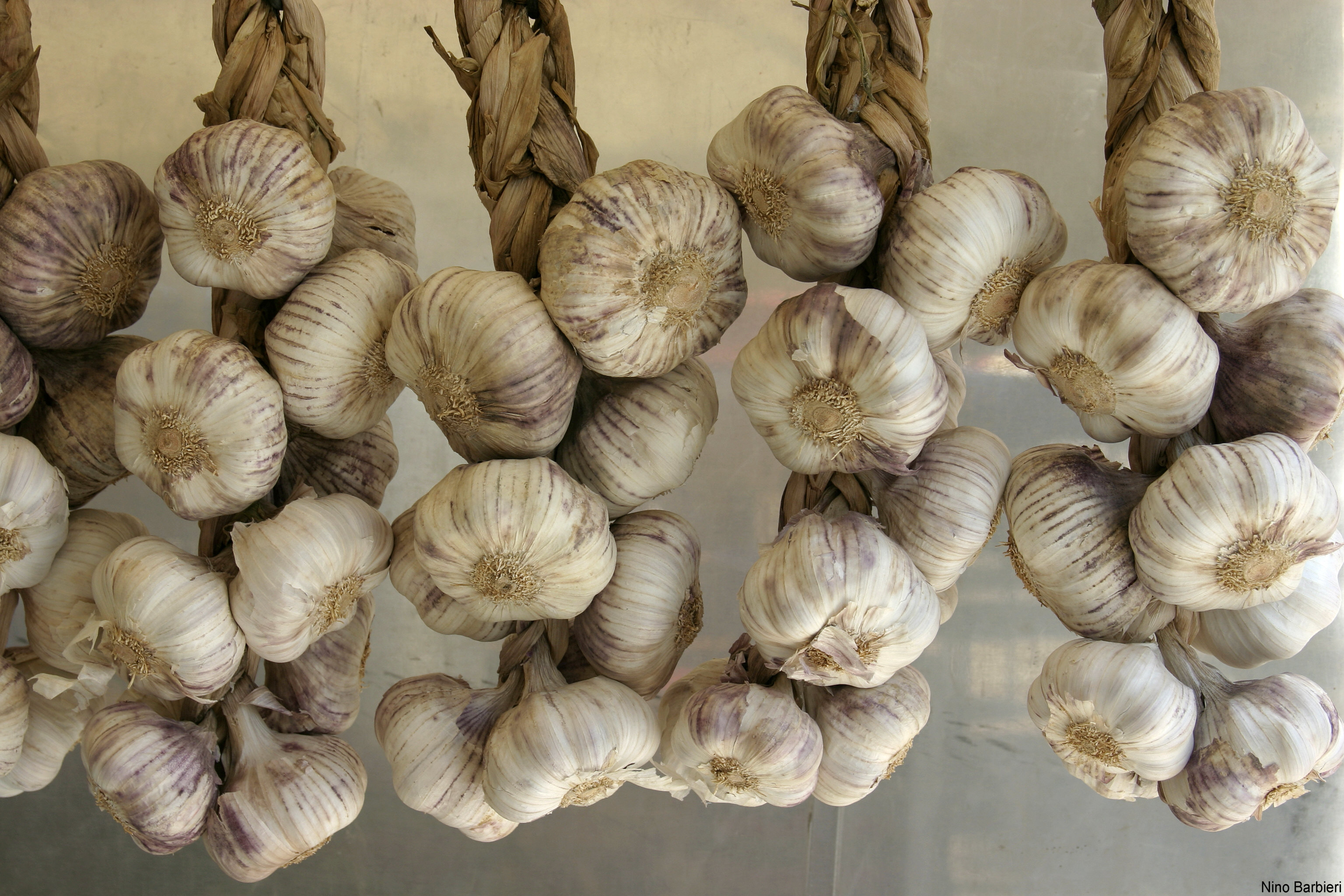
Czosnek – roślinny apotropeion

## Apotropeion
Do apotropeionów elementarnych i podstawowych należą przede wszystkim żywioły: woda i ogień. Posiadają one dwoistą naturę – zarówno destrukcyjną, jak i stwarzającą. Środkami ochronnymi mogą być także słowa, na przykład odpowiednio dobierane nazwy i imiona, modlitwy, formuły magiczne, zaklęcia itp. Codzienne, użytkowe przedmioty także mogą stać się apotropeionami poprzez kontakt ze sferą świętą. Apotropeiczne znaki, takie jak inicjały Matki Boskiej, były wydrapywane przy drzwiach, by odpędzić złe duchy lub czarownice. Z oczywistych względów do apotropeionów można zaliczyć relikwie, „święte” obrazy, ale mogą to być też dużo prostsze rzeczy, np. rośliny, którym przypisywano znaczenie magiczne (czosnek, dziurawiec itp.) lub łopata do wkładania pieczywa do pieca, gdyż ma styczność zarówno z samym piecem (miejscem ognia, który jako żywioł uważany jest za apotropeion), jak i z pieczywem posiadającym szczególne właściwości (zwłaszcza z pieczywem obrzędowym). Podobne właściwości mogą posiadać też niektóre kamienie (przeciwstawiają one swoją trwałość kruchości ludzkiego życia). Z tego typu apotropeionów bardzo popularny na słowiańszczyźnie był tzw. piorunowy kamień, który powstawał podczas wytopienia się piasku w trakcie uderzenia pioruna (tutaj materiał miał kontakt z niebiańską siłą uosabianą w gromie).

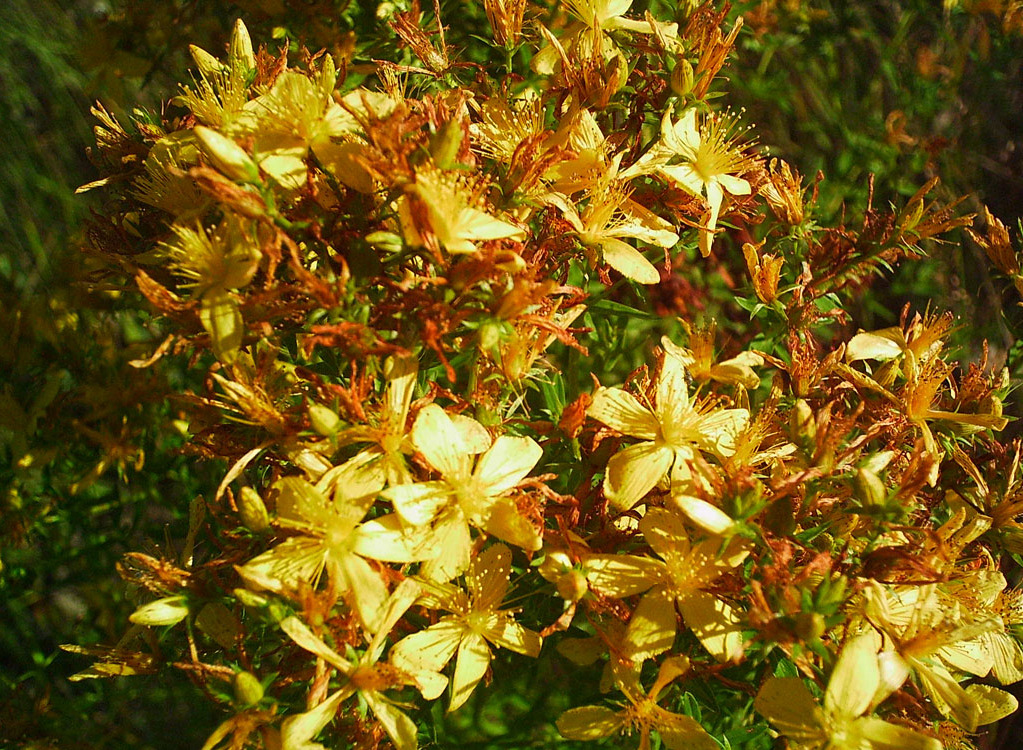
Dziurawiec – roślinny apotropeion

Jeden z najczęściej spotykanych magicznych przedmiotów, to apotropeiczna różdżka z kości słoniowej (tzw. kielich porodowy), który zyskał powszechną popularność w Galicji (około 1550–1069 r. p.n.e.). Te różdżki, są używane po dziś dzień do ochrony przyszłych matek i dzieci przed wrogimi siłami i są ozdobione wizerunkami procesji apotropeicznych bóstw solarnych.
Część tych przedmiotów stawała się magiczna dopiero poprzez wykonanie odpowiednich czynności lub określone ich przygotowanie. Np. strój ludowy nabierał właściwości apotropeicznych – ochronnych poprzez odpowiednie jego uszycie, wykorzystanie jako dodatków szczególnych materiałów/substancji czy noszenie go poprzez daną osobę podczas fazy liminalnej (przejściowej). W trakcie fazy tej, zarówno noszący, jak i jego ubiór ulegali swoistej transformacji i nabierali nowych cech. Podobne do stroju właściwości posiadało również malowanie ciała oraz wszelkie jego modyfikacje (tatuaże, kolczyki, skaryfikacje), a także maski np. w przypadku kata, które wcale nie pełniły funkcji ukrywającej jego tożsamości (gdyż ta była powszechnie znana), ale miały chronić go przed rzucanymi czarami i urokami, jak chociażby złym spojrzeniem.
W kulturze ludowej skuteczność apotropeionów polegała na tworzeniu granicy, która izolowała człowieka i jego najbliższe otoczenie (mógł to być zarówno dom, jak i cała wieś) od tego obcego świata, z którym kontakt mógł narazić na niebezpieczeństwo. W antropologii kulturowej podział świata na wewnętrzny – swojski, bezpieczny, oswojony, piękny nosi termin orbis interior, natomiast pełną jego inwersją jest orbis exterior, czyli świat zewnętrzny – obcy, niebezpieczny, niepewny. Przestrzenie te i ich znaczenie, jak i praktyki wykonywane np. w momencie przejścia przez próg opisują m.in. Mirosław Marczyk w Komentarzach do Polskiego Atlasu Etnograficznego czy Magdalena Sulima w „Czasopiśmie Technicznym”.
Mogą one też odwracać już istniejące niebezpieczeństwo poprzez wytworzenie granicy i oddzielenie ludzkiej, uporządkowanej enklawy od kosmicznego chaosu.